# Pierre Sylvain Guérin
Pour les articles homonymes, voir Guérin.
Pierre Sylvain Guérin est un homme politique français né le 18 février 1753 à Dampierre-sur-Boutonne (Charente-Maritime) et mort le 9 juin 1817 à Aigonnay (Deux-Sèvres).

## Biographie
Membre de la congrégation de l'Oratoire à Niort, il rentre dans la vie civile lors de la suppression de l'ordre, en 1790. Membre de l'administration départementale des Deux-Sèvres en 1791 puis procureur syndic après le 9 thermidor, il est élu député des Deux-Sèvres au Conseil des Cinq-Cents le 4 vendémiaire an IV, siégeant avec les modérés. Il passe au Conseil des Anciens le 20 germinal an VII. Après le coup d'État du 18 Brumaire, il est maintenu au corps législatif où il siège jusqu'en 1806.